# 경륜
경륜(競輪, Keirin)은 자전거를 타고 벨로드롬에서 경주하는 경기이다. 레저 스포츠 중에 하나로 경마와 비슷하다. 경륜을 실시하고 있는 나라는 덴마크·일본·이탈리아·미국 등이 있으며, 대한민국에서는 1994년부터 실시하고 있다. 대한민국의 사업주체는 국민체육진흥공단과 지방자치단체이고 수익금은 국민체육진흥기금, 청소년육성기금, 문화예술진흥기금 등 기타 공익사업에 쓰이고 있다.

## 역사
표기에서도 알 수 있듯이 경륜은 1948년 일본에서 처음 시작되었으며, 2000년 시드니 올림픽부터 사이클의 정식 종목으로 채택되었다.

#### 한국경륜역사
국민체육진흥공단은 경륜 선진국인 일본 경륜장과 경륜학교를 수차례 방문 답사하고 필요한 자료도 수집하는 등 철저한 준비과정을 거쳐 ‘1994년 10월 15일 잠실 올림픽벨로드롬에서 경륜사업을 시작했다.
또한 2000년 12월 8일에는 창원경륜공단 주최로 창원돔경륜장(의창구 종합운동장내)에서 지방 최초의 경륜이 시행되었으며, 2003년 11월 15일에는 부산경륜공단 주최로 금정구 사이드롬(경륜장)에서 경륜사업을 시행하는 등 경륜사업의 지방시대가 열리게 되었다.
2006년 2월 17일 서울 잠실경륜장 시대를 마감하고 국내 최대의 사이클돔경기장인 광명돔경륜장(광명 스피돔)으로 이전했다.

## 규칙
경륜은 능력이 비슷한 선수들이 벨로드롬에서 각자의 전법으로 333m(또는 250m) 트랙을 자전거로 6바퀴 돌아 결승선에 도착하는 순위경주이다(대한민국은 7인제, 일본은 8인제). 경륜 경주는 선두고정경주 방식으로 진행한다. 바람에 의한 선두선수의 불리함을 피하기 위해 경주에 임하는 선수들을 앞에서 일정구간 끌어주는 방법으로 어느 선수라도 선두유도원이 퇴피하기 전까지 앞서게 되면 실격된다. 선두유도원은 결승선 도착 한바퀴 반 지점에서 심판의 지시에 의해 트랙에서 퇴피해야 한다. 이후 선수들은 계속 경기를 진행하여 결승선에 먼저 도착하는 순서에 의해 순위가 결정된다.
선수들은 마지막 질주 동안 상대 선수의 진로를 방해하거나, 선수를 낙차시키려는 행위 등을 해서는 안되고, 결승선까지 자기 주로를 유지하여야 한다.

## 사진

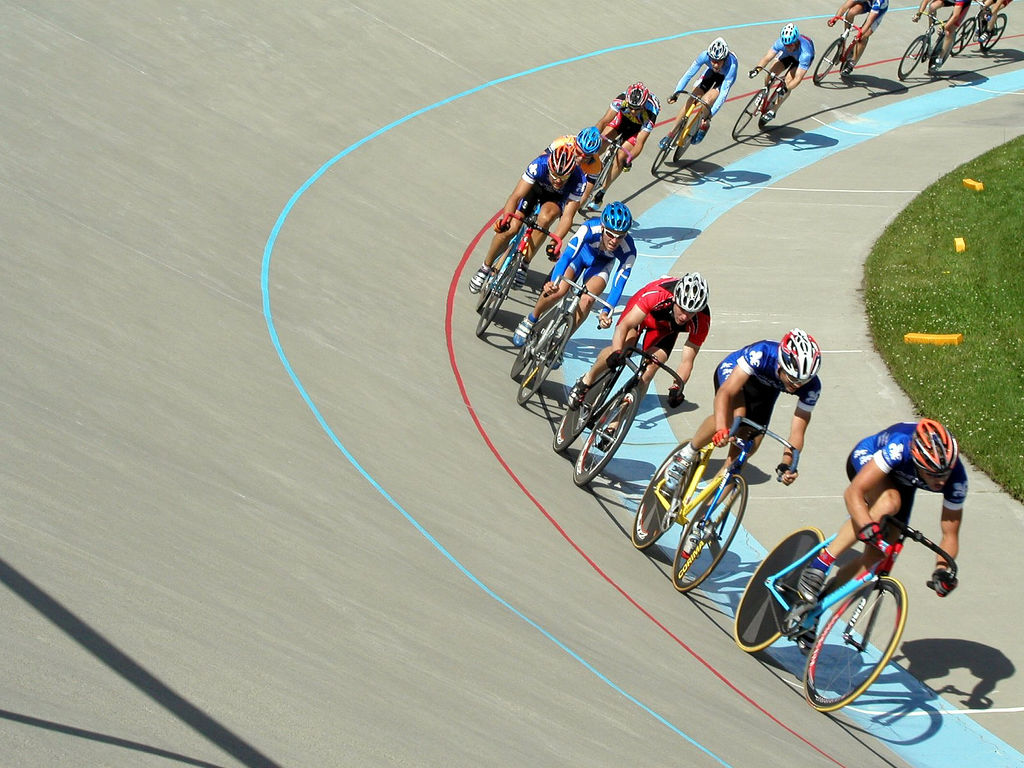
경륜
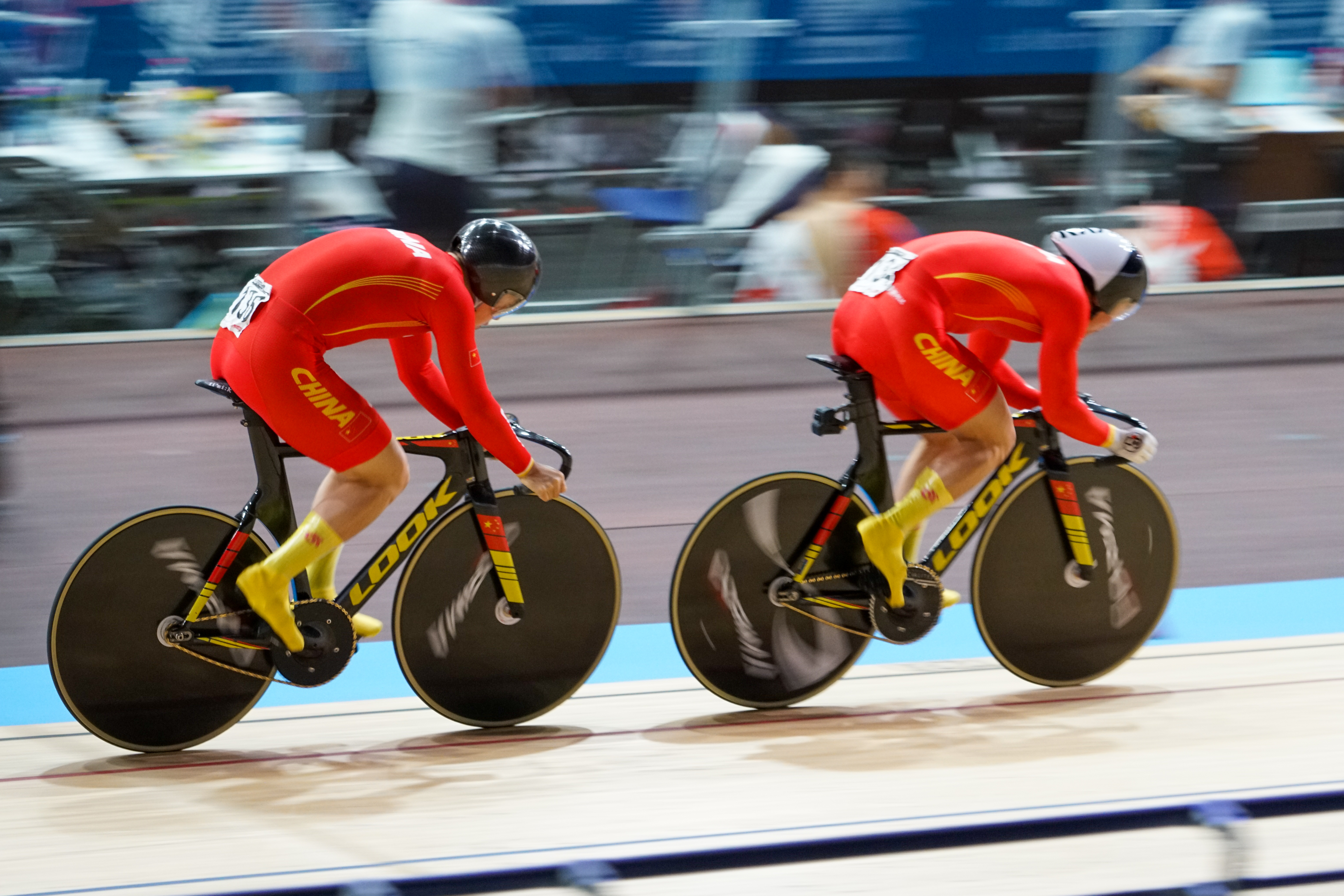
UCI Track World Championship
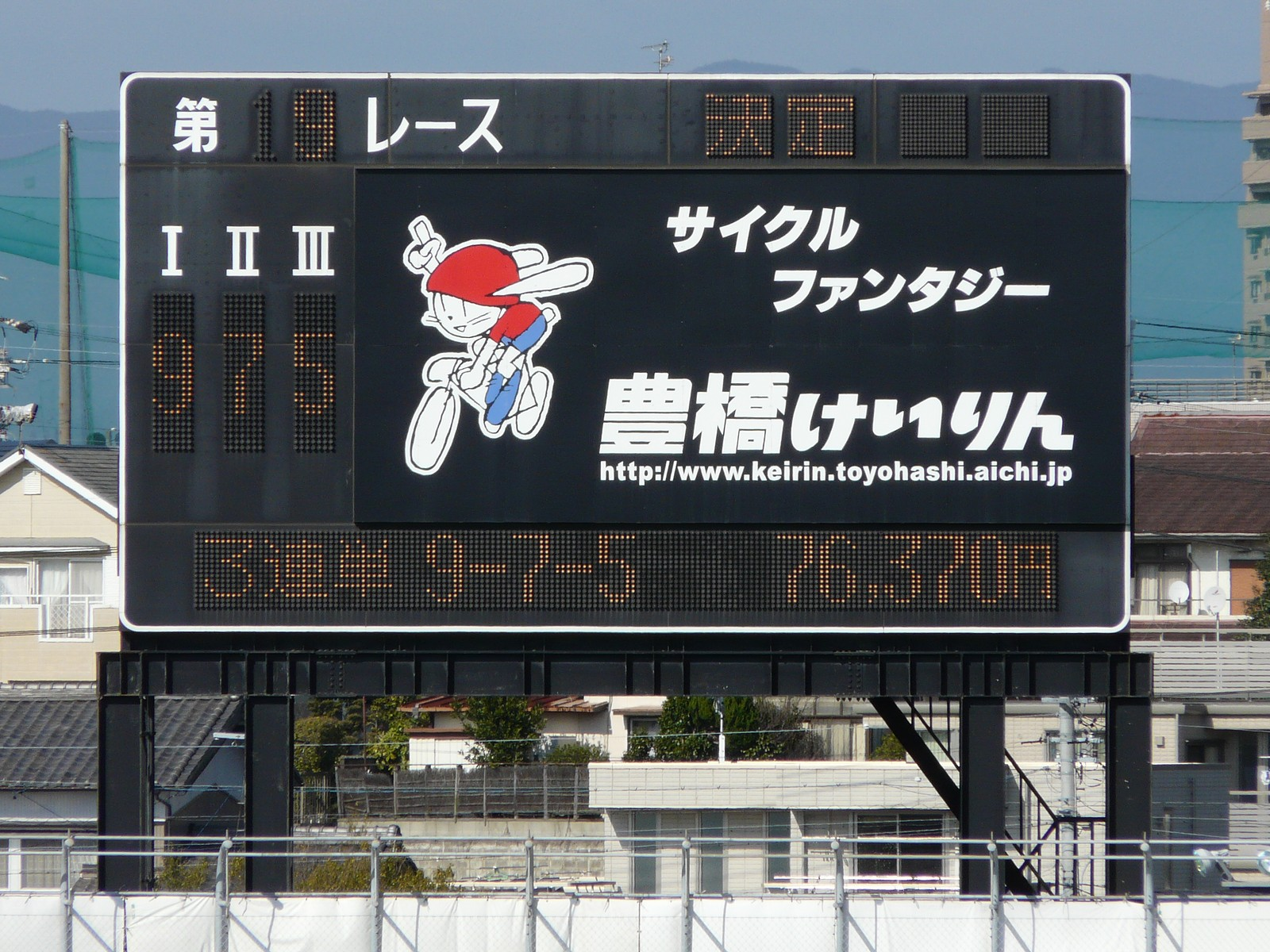
豊橋競輪場 Toyohashi-keirin

## 같이 보기
- 벨로드롬
- 자전거 경기